# Metro w Turynie
Metro w Turynie zwane Metrotorino – system podziemnej kolei miejskiej zlokalizowany w Turynie w północnych Włoszech, obejmujący jedną linię o długości 15,1 km i składający się z 23 stacji. Zostało uruchomione 4 lutego 2006 roku z okazji Zimowych Igrzysk Olimpijskich. W dniu 6 marca 2011 otwarto 3,6 km przedłużenie linii nr 1 od Porta Nuova do Lingotto. Nieco 10 lat później otwarto przedłużenie linii nr 1 od Lingotto do Bengasi. W budowie są kolejne stacje z Fermi, na terenie gminy Collegno.

## Stacje Metrotorino: linia 1
- Fermi
- Paradiso
- Marche
- Massaua
- Pozzo Strada
- Monte Grappa
- Rivoli
- Racconigi
- Bernini
- Principi d'Acaja
- XVIII Dicembre - Porta Susa
- Porta Susa
- Vinzaglio
- Re Umberto
- Porta Nuova
- Marconi
- Nizza
- Dante
- Carducci - Molinette
- Spezia
- Lingotto
- Italia '61
- Bengasi